# Chibueze Christian Simon
Chibueze Christian Simon (* 9. April 2000) ist ein nigerianischer Fußballspieler.

## Karriere
Chibueze Christian Simon steht seit 2021 beim Fukushima United FC in Japan unter Vertrag. Wo er vorher gespielt hat, ist unbekannt. Der Verein aus Fukushima, einer Großstadt in der gleichnamigen Präfektur Fukushima im Nordosten der Hauptinsel Honshū, spielt in der dritten japanischen Liga, der J3 League.  Sein Profidebüt gab Chibueze Christian Simon am 10. Oktober 2021 (22. Spieltag) im Heimspiel gegen den Kagoshima United FC. Hier stand er in der Startelf und wurde in der 55. Minute gegen Hiroki Higuchi ausgewechselt. Das Spiel endete 1:1.